# Harm Pinkster
Harm Pinkster (Emmen, Holanda, 5 de marzo de 1942 - Ámsterdam, 14 de diciembre de 2021) fue un filólogo clásico y lingüista holandés especializado en sintaxis latina. Fue profesor de la Universität von Amsterdam.

## Vida y actividad académica
Después de asistir a la escuela secundaria, Pinkster estudió Filología Clásica en la Universidad de Ámsterdam, donde también recibió su doctorado en 1971, bajo la dirección de Anton Daniel Leeman y el lingüista Simon C. Dik. En el mismo año se convirtió en profesor asociado. En la misma universidad, y en 1980 fue nombrado profesor de lengua latina. Desde 1986 y hasta su retiro en 2004 enseñó allí lengua latina y la literatura. Desde hace varios años, Harm Pinkster es profesor invitado en la Universidad de Chicago.
Pinkster es miembro de numerosos comités y academias nacionales e internacionales, entre ellas, de la Hollandsche Maatschappij der Wetenschappen (Academia Holandesa de Ciencias); de la Academia Europea y de la Academia Británica. Además de su papel como vicepresidente en el "voor Nederlandse Organisatie Wetenschappelijk Onderzoek", hasta 2007 fue director de la revista internacional de Mnemosyne. Ha sido profesor visitante en Bolonia, Aix-en-Provence, Filadelfia, Pavía, Venecia y Oxford y es actualmente en la Universidad de Chicago.
Pinkster fue el fundador del "Coloquio Internacional sobre Lingüística Latina" en Ámsterdam 1981. Con Anton Daniel Leeman, escribió un extenso comentario del tratado retórica De Oratore de Cicerón.
En 1972 publicó On Latin adverbs. Con Caroline Kroon publicó en 1989 Latijn: een eerste kennismaking" ("Latín: una primera introducción"). Ha publicado gran cantidad de trabajos sobre sintaxis latina. Su libro más conocido es Latijnse Syntaxis en Semantiek (1984), traducido al español, alemán, inglés e Italiano. Años más tarde publicó dos volúmenes de sintaxis latina en Oxford University Press, en 2015 (The Oxford Latin Syntax. The simple clause) y 2021 (The Oxford Latin Syntax II. The complex sentence and Discourse), consideradas por muchos las obras de referencia de la sintaxis latina hoy en día.
El 3 de marzo de 2017 fue nombrado doctor honoris causa por la Universidad Autónoma de Madrid.

## Obras (Selección)
- 1972: On Latin Adverbs, Amsterdam: North-Holland.
- 1980: "Naamvallen in een valentiegrammatica": Lampas 13: pp. 111–129.
- 1983: "Tempus, Aspect and Aktionsart in Latin" en: Aufstieg und Niedergang der römischen Welt 29.1, pp. 270–320
- 1983: Latin Linguistics and Linguistic Theory. Proceedings of the First International Colloquium on Latin Linguistics, ed. by Harm Pinkster, Amsterdam (= Studies in Language Companion Series; 12)
- 1984: Latijnse Syntaxis en Semantiek, Amsterdam: Grüner. Traducción española: Sintaxis y semántica del latín 1995 Madrid: Ediciones Clásicas (Trad. Esperanza Torrego y Jesús de la Villa).
- 1985: "The discourse function of the passive", en: Bolkestein, A.M. e.a. (eds). Syntax and Pragmatics in Functional Grammar, Dordrecht. Foris, pp. 107–118
- 1987: "Strategy and Chronology of the Development of Future and Perfect Tense Auxiliaries in Latin", en: M. Harris & P. Ramat (eds.), Historical Development of Auxiliaries. Berlín: Mouton de Gruyter: pp. 193–223
- 1989: Latijn – Een eerste kennismaking, 1989, Muiderberg
- 1990: Unity in diversity: Papers presented to Simon C. Dik on his 50th birthday, ed. por Harm Pinkster & I. Grenee, Holland: Foris.
- 1991: "Evidence for SVO in Latin?" In: R. Wright (ed.): Latin and the Romance languages in the early Middle Ages. London: Routledge, pp. 69–82
- 1995: On Latin. Linguistic and Literary Studies en Honor of Harm Pinkster, ed. por R. Risselada e.a. Amsterdam: Gieben
- 2002: Theory and description in Latin linguistics, ed. por H.P. et al. Amsterdam: Gieben.
- 2004: "Attitudinal and illocutionary satellites in Latin", in: Aertsen, H., M. Hannay & R.J. Lyall, Words in their places. A festschrift for J. Lachlan Mackenzie. Vrije Universiteit Amsterdam 2004, S. 191–198
- 2005a: "Latin linguistics in Machtelt’s way", en: Calboli, Gualtiero (ed.): Lingua Latina!, Roma, Herder, I, S. 1-11 (Proceedings of the twelfth international colloquium on Latin Linguistics, Bologna 2003 = Papers on Grammar IX.1)
- 2005b: "The language of Pliny the Elder", in: T. Reinhardt, M. Lapidge & J.N. Adams (eds), Aspects of the Language of Latin Prose (Proceedings of the British Academy; 129), Oxford: OUP, pp. 239–256
- 2005c: "The ancient grammarian’s concept of the adverb: the failure to make a distinction between a verb and a sentence":  Histoire, Épistémologie, Langage 27, pp. 179–180.
- 2009: "De Laijnse voegwoorden quia en quoniam (en Nederlands aangezien)", en: Beyk, Egbert et al. (eds) Fons verborum. Feestbundel Fons Moerdijk, Leiden, INL, pp. 313–320.
- 2011a: "The use of the dative in Latin compounds", en: Sprachtypologie und Universalienforschung (STUF) 64 (Festschrift Lehmann), pp. 126–135
- 2011b: "Les adverbes de fréquence en latin", en: Fruyt, Michèle et Olga Spevak (éds), La quantification en latin, Paris, Harmattan, pp. 183–201
- 2012: "Relative clauses in Latin: Some problems of description", en: Da Cunha Corrêa, Paula et al. (eds) Hyperboreans: Essays in Greek and Latin Poetry, Philosophy, Rhetoric and Linguistics, São Paulo, Humanitas CAPES, pp. 377–393.
- 2015: Oxford Latin Syntax. Volume I: The Simple Clause. Oxford: Oxford University Press.
- 2021: Oxford Latin Syntax. Volume II: The Complex Sentence and Discourse. Oxford: Oxford University Press.

## Enlaces
- Bibliografía relacionada con Harm Pinkster en el catálogo de la Biblioteca Nacional de Alemania.
- Página personal de Harm Pinkster